# Oophytum nanum
Espèce
Synonymes
- Mesembryanthemum namum Schltr.[2]

Oophytum nanum est une espèce de plantes de la famille des Aizoacées et du genre Oophytum.
Cette plante se nomme en français Plante œuf.